# Патерсон (Охајо)
Патерсон (енгл. Patterson) град је у америчкој савезној држави Охајо.

## Демографија
По попису из 2010. године број становника је 139, што је 1 (0,7%) становника више него 2000. године.
| Група             | 2000.       | 2010.       |
| Белци             | 134 (97,1%) | 135 (97,1%) |
| Афроамериканци    | 0 (0,0%)    | 0 (0,0%)    |
| Азијати           | 0 (0,0%)    | 0 (0,0%)    |
| Хиспаноамериканци | 1 (0,7%)    | 3 (2,2%)    |
| Укупно            | 138         | 139         |